# Rudolph mit der roten Nase
Rudolph mit der roten Nase (Originaltitel: Rudolph the Red-Nosed Reindeer: The Movie) ist ein Zeichentrickfilm mit Musical-Elementen aus dem Jahr 1998 von Regisseur Bill Kowalchuk.

## Handlung
Im Dorf des Weihnachtsmanns am Nordpol wächst das junge Rentier Rudolph auf. Was Rudolph von anderen Rentieren unterscheidet, ist seine rote Nase, die manchmal auch leuchtet. Er wird deswegen von den im Dorf wohnenden Rentieren und Zwergen (im Originalton Elfen) verspottet.
Nachdem zwei Zwerge mit ihrem Schlitten vom Weg abgekommen sind und dabei den Eisgarten der bösen Eiskönigin Stormella zerstörten, kommt diese in die Spielzeugfabrik des Weihnachtsmanns und verlangt von ihm, ihr die Schuldigen auszuliefern. Andernfalls würde sie ihre Eisbrücke sperren, welche der einzige Weg über die große Schlucht ist. Da der Weihnachtsmann nicht auf ihre Forderung eingehen will, verbietet sie jedem ihre Brücke zu nutzen und droht bei Nichtachtung einen furchtbaren Sturm zu entfesseln.
Der Wunsch aller jungen Rentiere ist es, wie Dasher, Dancer, Prancer, Vixen, Comet, Cupid, Donner und Blitzen einmal zu den fliegenden Rentieren des Weihnachtsmanns zu gehören. Um dafür ausgewählt zu werden, finden einmal im Jahr die Rentier-Spiele statt. Auch Rudolph nimmt an den Spielen teil und gewinnt die erste Disziplin, das Schlitten-Rennen. Kurz darauf wird er jedoch vom Schiedsrichter wegen seiner leuchtenden Nase disqualifiziert und von der weiteren Teilnahme ausgeschlossen. Rudolph flüchtet enttäuscht aus dem Dorf und trifft in einer Höhle auf den Fuchs Slyly. Rudolphs Freundin Zoey macht sich auf die Suche nach ihm und überquert dabei Stormellas Eisbrücke. Das hat zur Folge, dass die Eiskönigin sie gefangen nehmen lässt, und später auch den angekündigten Sturm entfacht.
Bei Rudolph tauchen die Feen des Nordlichtes (Sprites of the Northern Lights) auf und erklären ihm, dass Zoey in Gefahr sei. Rudolph gelingt es Zoey zu befreien und dabei auch noch das Leben der bösen Eiskönigin Stormella zu retten. Daraufhin hat er einen Wunsch frei und wünscht sich von Stormella, dass sie ab sofort nicht mehr böse, sondern nett zu jedermann ist.
Durch den Sturm ist die Verteilung der Geschenke am Weihnachtsabend in Gefahr geraten, doch dank Rudolphs leuchtender Nase, die dem beladenen Schlitten den Weg weist, gelingt es dem Weihnachtsmann trotz dichten Nebels und des Sturms loszufliegen.

## Produktion und Veröffentlichung
Insgesamt trugen sechs Unternehmen zur Verwirklichung von Rudolph mit der roten Nase bei – Goodtimes Entertainment, Cayre Brothers, GT Merchandising and Licensing, Golden Books Family Entertainment, Tundra Productions und Rudolph Productions. Der Film basiert auf einem Buch von Robert May. Regie führte William R. Kowalchuk Jr. (alias Bill Kowalchuk), der zusammen mit Joe, Ken und Stan Cayre auch als Produzent tätig war.
Die musikalische Gestaltung des Filmes unterlag den Komponisten Al Kasha und Michael Lloyd.
Das Projekt wurde mit einem Budget von rund 10 Millionen US-Dollar realisiert.
Rudolph mit der Roten Nase feierte seine US-Premiere am 16. Oktober 1998. In Deutschland folgte anno 1999 die Veröffentlichung über VHS.
Unter dem Titel Rudolph mit der roten Nase 2 – Rudolph und der Spielzeugdieb erhielt der Film im Jahr 2001 eine computeranimierte Fortsetzung.

## Synchronisation
| Rolle                         | Englische Synchronisation | Deutsche Synchronisation |
| ----------------------------- | ------------------------- | ------------------------ |
| Rudolph                       | Kathleen Barr             | Tristano Casanova        |
| Die böse Eiskönigin Stormella | Whoopi Goldberg           | Nina Hagen               |
| Weihnachtsmann                | John Goodman              | Wolfgang Völz            |
| Slyly, der Fuchs              | Eric Idle                 | Thomas Fritsch           |
| Zoey                          | Myriam Sirois             | Cosma Shiva Hagen        |
| Doggle                        | Alec Willows              | Udo Wachtveitl           |
| Boone                         | Richard Simmons           | Gerd Vespermann          |
| Comet                         | Colin Murdock             | Dirk Galuba              |
| Blitzen, Rudolphs Vater       | Garry Chalk               | Walter von Hauff         |
| Mitzi, Rudolphs Mutter        | Debbie Reynolds           | Lisa Kreuzer             |
| Mrs. Prancer, Lehrerin        | Debbie Reynolds           | Uschi Wolff              |
| Mrs. Claus                    | Debbie Reynolds           | Doris Gallart            |
| Leonard, der Eisbär           | Bob Newhart               | Reinhard Brock           |
| Arrow                         | Christopher Gray          | Benedikt Gutjan          |
| Ridley, Stormellas Diener     | Lee Tockar                | Gerd Wiedenhofen         |
| Fee Aurora                    | Elizabeth Carol Savenkoff | Irina Wanka              |
| Fee Glitter                   | Myriam Sirois             | Beate Pfeiffer           |
| Fee Sparkle                   | Cathy Weseluck            | Ute Bronder              |
| Fee Twinkle                   | Kathleen Barr             | Maria Böhme              |
| Junger Rudolph                | Eric Pospisil             | Daniel Schöpe            |

Deutsche Bearbeitung: Synchron 80 GmbH. Buch und Dialogregie der deutschen Synchronisation: Reinhard Brock. 1999 erschien eine deutschsprachige Hörspielfassung, in welcher Michael Harck als Erzähler zu hören ist. Außerdem existiert eine schweizerdeutsche Synchronisation mit Dodo Hug und Sue Mathys.

## Musik
| Deutscher Titel               | Deutscher Interpret                            | Englischer Titel               | Englischer Interpret                      |
| ----------------------------- | ---------------------------------------------- | ------------------------------ | ----------------------------------------- |
| Rudolph mit der roten Nase    | Detlev Jöcker / Michael Schanze(erste Version) | Rudolph the red-nosed Reindeer | Clint Black                               |
| Zeig mir das Licht            | Eric Brodka und Bianca Shomburg                | Show Me the Light              | Bill Medley und Jennifer Warnes           |
| Die Feen des Nordpollichts    | die Feen                                       | The Spritesʼ Songs             | Debby Lytton Lloyd                        |
| Was ist mit der roten Nas’?   | Walter von Hauff und Chor                      | What About His Nose?           | Darsteller                                |
| Die Weihnachtsstadt           | Chor                                           | Christmas Town                 | The Pointer Sisters                       |
| Bei den Rentierspielen        | Chor                                           | To the Reindeer Games          | Darsteller                                |
| Zuhaus bei Santa Claus        | Wolfgang Völz und Chor                         | Santaʼs Family                 | John Goodman                              |
| Zeig mir das Licht            | Julian Feifel und Cathrin                      | Show Me the Light              | Michael Lloyd                             |
| Es könnte noch schlimmer sein | Thomas Fritsch und Chor                        | It Could be Worse              | Eric Idle                                 |
| Wonderful Christmas Time      | Wings                                          | Wonderful Christmastime        | Wings                                     |
| Ich hasse Santa Claus         | Nina Hagen und Chor                            | I Hate Santa Claus             | Carmen Twillie                            |
| Stormellas Sturm              | die Feen                                       | Stormellaʼs Storm is Growing   | Darsteller                                |
| Wir sind stärker              | Julian Feifel und Chor                         | We Can Make It                 | Johnny Tillotson, Tommy Roe, Brian Hyland |
| Rudolph mit der roten Nase    | Wolfgang Völz und Chor                         | Rudolph the red-nosed Reindeer | Darsteller                                |

## Kritiken
„Rundum kindgerechtes Zeichentrickkino in gefälligem Animationsstil, das jede Grobheit vermeidet und mit einer herzerfrischenden Geschichte und gefälligen Liedern für gute Unterhaltung sorgt.“